# Звичайна англійська мова
Звичайна англійська мова (англ. Plain English) — це мова, яку легко зрозуміти, ясна і стисла, а також така, що уникає надто складних слів. Окрім того, вона не містить кліше та непотрібного технічного жаргону і повинна відповідати рівню розвитку або освіті авдиторії та рівню її ознайомлености з темою. Цей термін зазвичай використовується при обговоренні питань державного або ділового спілкування.

## Етимологія
Термін походить з ідіоми XVI століття, англ. In plain English, що означає «ясною, прямолінійною мовою».